# Bardsragujn chumb 2012-2013
Il Bardsragujn chumb 2012-2013 è stata la 21ª edizione della massima serie del campionato di calcio armeno disputato tra il 24 marzo 2012 e il 18 maggio 2013 in modo da adattare il campionato al ritmo autunno-primavera seguito dalla maggior parte dei campionati UEFA.
Lo Širak vinse il titolo per la quarta volta.
Capocannoniere del torneo fu Norayr Gyozalyan (Impuls Dilijan) con 22 reti.

## Stagione

### Novità
Tutte le partecipanti alla Prima divisione armena 2011 erano le formazioni riserve delle squadre di Bardsragujn chumb pertanto non ci furono promozioni e retrocessioni.

### Formula
Come nella stagione precedente le squadre partecipanti furono otto e disputarono un triplo turno di andata e ritorno per un totale di 42 partite.
La squadra campione d'Armenia si qualificò alla UEFA Champions League 2013-2014 partendo dal secondo turno preliminare.
Le squadre classificate al secondo e terzo posto furono ammesse alla UEFA Europa League 2013-2014 partendo dal primo turno preliminare con il vincitore della Coppa Nazionale che partì dal secondo turno preliminare.
L'ultima fu retrocessa.

## Squadre partecipanti
| Club        | Città   | Stadio                | Posizione 2011 |
| ----------- | ------- | --------------------- | -------------- |
| Ararat      | Erevan  | Stadio Hrazdan        | 8º posto       |
| Banants     | Erevan  | Stadio Banants        | 4º posto       |
| Impuls      | Dilijan | Stadio Arnar (Ijevan) | 6º posto       |
| Ganjasar    | Kapan   | Stadio Ganjasar       | 2º posto       |
| Mika Erevan | Erevan  | Stadio Mika           | 5º posto       |
| P'yownik    | Erevan  | Stadio Hanrapetakan   | 3º posto       |
| Širak       | Gyumri  | Stadio Arnar (Ijevan) | 7º posto       |
| Ulisses     | Erevan  | Stadio Hrazdan        | Campione       |

### Allenatori
| Squadra     | Allenatore            | In carica da     |
| ----------- | --------------------- | ---------------- |
| Ararat      | Arkadi Andreasyan     | 1º gennaio 2009  |
| Banants     | Rafael Nazaryan       | 1º gennaio 2011  |
| Impuls      | Armen Gyulbudaghyants | 11 giugno 2010   |
| Ganjasar    | Abraham Hashmanyan    | 20 dicembre 2010 |
| Mika Erevan | Zsolt Hornyák         | 1º dicembre 2011 |
| P'yownik    | Suren Chakhalyan      | 25 novembre 2011 |
| Širak       | Vardan Bichakhchyan   | 10 luglio 2011   |
| Ulisses     | Sevada Arzumanyan     | 1º febbraio 2006 |

## Classifica
|                    | Pos. | Squadra     | Pt | G  | V  | N  | P  | GF | GS | DR  |
| ------------------ | ---- | ----------- | -- | -- | -- | -- | -- | -- | -- | --- |
| Armenia (bandiera) | 1.   | Širak       | 88 | 42 | 26 | 10 | 6  | 70 | 38 | +32 |
|                    | 2.   | Mika Erevan | 79 | 42 | 24 | 7  | 11 | 57 | 40 | +17 |
|                    | 3.   | Ganjasar    | 67 | 42 | 18 | 13 | 11 | 48 | 37 | +11 |
|                    | 4.   | P'yownik    | 63 | 42 | 19 | 6  | 17 | 67 | 51 | +16 |
|                    | 5.   | Impuls      | 60 | 42 | 18 | 6  | 18 | 66 | 65 | +1  |
|                    | 6.   | Ulisses     | 45 | 42 | 11 | 12 | 19 | 41 | 50 | -9  |
|                    | 7.   | Ararat      | 33 | 42 | 9  | 6  | 27 | 28 | 69 | -41 |
|                    | 8.   | Banants     | 31 | 42 | 5  | 16 | 21 | 37 | 64 | -27 |

Legenda:

      Campione di Armenia e ammessa alla Champions League
      Ammessa alla Europa League
      Retrocessa in Aradżin Chumb
Note:

Tre punti a vittoria, uno a pareggio, zero a sconfitta.

### Verdetti
- Campione:  Širak
- In UEFA Champions League 2013-2014:  Širak
- In UEFA Europa League 2013-2014:  Mika Erevan,  Ganjasar e  P'yownik
- Retrocessa in Aradżin Chumb:  Banants

## Statistiche e record

### Classifica marcatori
| Gol |  |  | Giocatore          | Squadra     |
| --- |  |  | ------------------ | ----------- |
| 21  |  |  | Norayr Gyozalyan   | Impuls      |
| 14  |  |  | Ismaël Béko Fofana | Širak       |
| 14  |  |  | Simon Muradyan     | Mika Erevan |
| 13  |  |  | Yoro Lamine Ly     | Širak       |
| 11  |  |  | Viulen Ayvazyan    | P'yownik    |
| 11  |  |  | Andranik Barikyan  | Širak       |
| 10  |  |  | Arsen Balabekyan   | Ulisses     |
| 10  |  |  | Kamo Hovhannisyan  | P'yownik    |
| 9   |  |  | Diego Lomba        | Ganjasar    |
| 8   |  |  | Filip Timov        | Impuls      |

### Capoliste solitarie
- 5ª giornata:  Mika Erevan
- Dalla 6ª giornata alla 7ª giornata:  Impuls
- Dalla 8ª giornata alla 15ª giornata:  Mika Erevan
- Dalla 18ª giornata alla 25ª giornata:  Mika Erevan
- Dalla 29ª giornata alla 32ª giornata:  Širak
- Dalla 34ª giornata alla 42ª giornata:  Širak

### Record
- Maggior numero di vittorie:  Širak (26)
- Minor numero di sconfitte:  Širak (6)
- Migliore attacco:  Širak (70 gol fatti)
- Miglior difesa:  Ganjasar (37 gol subiti)
- Miglior differenza reti:  Širak (+32)
- Maggior numero di pareggi:  Banants (16)
- Minor numero di pareggi:  P'yownik,  Impuls e  Ararat (6)
- Minor numero di vittorie:  Banants (5)
- Maggior numero di sconfitte:  Ararat (27)
- Peggiore attacco:  Ararat (28 gol fatti)
- Peggior difesa:  Ararat (69 gol subiti)
- Peggior differenza reti:  Ararat (-41)

## Matrice risultati
|          | Ara         | Ban         | Gan         | Imp         | Mik         | Pyu         | Šir         | Uli         |
| -------- | ----------- | ----------- | ----------- | ----------- | ----------- | ----------- | ----------- | ----------- |
| Ararat   | ––––        | 1-3 1-0 1-1 | 0-1 3-1 2-1 | 0-2 1-0 1-2 | 0-3 1-0     | 2-3 0-2 1-3 | 1-2 0-2 0-1 | 2-1 1-2 0-0 |
| Banants  | 2-0 1-1 0-0 | ––––        | 0-1 0-0 1-1 | 1-2 2-5 2-3 | 0-1 1-1 2-1 | 1-1 0-3 2-0 | 3-0 1-1 2-2 | 2-3 1-1 0-2 |
| Ganjasar | 1-0 0-0 2-0 | 3-0 1-1 2-0 | ––––        | 0-1 3-0 2-1 | 2-3 3-2 1-0 | 2-0 1-0 1-1 | 1-2 1-1 0-0 | 0-1 1-0     |
| Impuls   | 4-1 1-2 0-1 | 1-1 2-2 1-0 | 1-1 3-0 1-2 | ––––        | 1-2 2-1 1-1 | 3-0 2-4 1-0 | 0-2 3-1 0-2 | 1-0 2-0     |
| Mika     | 3-0 1-0     | 2-1 1-0 2-0 | 0-2 0-0 1-2 | 4-2 2-2 1-0 | ––––        | 3-2 2-1 1-0 | 2-1 3-1 0-0 | 3-1 1-0 2-0 |
| Pyunik   | 6-0 1-0 2-0 | 4-0 1-0 4-0 | 0-1 4-2 1-1 | 1-3 1-2 3-2 | 0-0 0-1 2-0 | ––––        | 1-3 1-2 0-1 | 4-2 3-1     |
| Širak    | 4-0 3-2 3-1 | 2-1 2-0     | 2-1 2-0 2-2 | 3-1 1-1 4-3 | 1-1 2-0 3-0 | 0-1 2-1 0-1 | ––––        | 1-0 2-1 2-0 |
| Ulisses  | 3-1 0-0 1-0 | 0-0 2-2 0-0 | 0-0 0-2 0-0 | 4-0 2-1 4-1 | 1-2 0-1     | 1-1 3-0 1-1 | 1-1 0-2 0-0 | ––––        |